# Соловьёв, Эрих Юрьевич
Эрих Юрьевич Соловьёв (род. 20 апреля 1934, Нижний Тагил) — советский и российский философ, доктор философских наук, главный научный сотрудник Института философии РАН.

## Биография
В 1957 году окончил философский факультет МГУ. Дипломная работа — об эстетических идеях молодого К. Маркса. С 1958 года работал в редакции журнала «Вопросы философии», в 1964—1968 годах— заместитель заведующего отделом современной зарубежной философии. Кандидатская диссертация— «Экзистенциализм и научное познание» (1967). Член Союза журналистов СССР (с 1965).
В 1968—1970 годах — научный сотрудник Института международного рабочего движения АН, заведовал сектором социальной психологии и массовых движений. С 1970 года — в Институте философии АН (сектор истории западной философии). Докторская диссертация — «Эпоха ранних буржуазных революций и практическая философия Канта» (1991). Профессор Новгородского государственного университета им. Ярослава Мудрого (с 2002). Главный научный сотрудник Института философии РАН. Член редколлегии «Историко-философского ежегодника». Действительный член Российской Академии гуманитарных исследований (с 1995).

## Научная деятельность
В 1960-е гг. начинал как аналитик европейского экзистенциализма, изучал взгляды К. Ясперса, М. Хайдеггера, Ж.-П. Сартра. Отверг легковесные советские интерпретации экзистенциальной философии как выражения социального надлома и кризиса. Истолковал экзистенциализм как вызванное кризисом прогрессизма, исторического оптимизма духовное событие, суть которого — стоическое неприятие зла и утверждение личной свободы и ответственного выбора. Анализируя творчество Э. Хемингуэя, раскрыл его экзистенциально-философские основания (концепция трагического оптимизма). Соавтор статьи «Классика и современность: две эпохи в развитии буржуазной философии», определившей принципиальный подход к различению модерна и постмодерна и ставшей «неофициальным катехизисом для тогдашнего молодого поколения философов и гуманитариев».
С 1970-х гг. занимался изучением нравственных и правовых идей немецкой Реформации, интерпретировал её как социокультурный переворот, в процессе которого формируются как предпринимательская хозяйственная этика, так и правовая и договорная теория государства. Автор первой в СССР научной биографии Мартина Лютера.
Изучал этику и философско-правовое учение И. Канта; проблему прав человека и правового государства в контексте модернизаций. Рассматривал также методологию биографического, ситуационно-исторического анализа, изучения эпох духовного развития, развивал теорию личности. Осмыслил опыт неомарксистской теории мышления (Э. В. Ильенков) и неомарксистской теории сознания (М. К. Мамардашвили). Писал о русской религиозной философии, о философских аспектах русской литературной классики.
Осмыслил отношения философии и идеологии в условиях информационного противоборства (information warfare). По мнению Соловьёва, философским ответом на актуальные идеологические угрозы должна стать практика скептической верификации ожиданий и надежд, последовательное различение программы и идеала (целевого ориентира) и проработка концепции открытой истории. Полагает, что современная Россия призвана предпринять те усилия, которые обеспечили становление гражданского общества, правовой системы и эффективной экономики на Западе.

Как отмечал А. Баллаев, 
определенное влияние работ Э.Ю. Соловьева объясняется не столько свежестью идей (правовое государство, Кант во всех видах, этическая составляющая, «иномыслие» и т. д.), сколько изяществом и образностью писательского стиля, тонкостью историко-философского анализа, «лица необщим выражением» среди, что скрывать, изрядной академической дубоватости множества философских текстов.

## Награды
- Медаль Института философии РАН «За вклад в развитие философии» (2010).

## Основные работы
На русском языке
- Экзистенциализм. Критический очерк // Вопросы философии. 1966. № 12; 1967. № 1
- Экзистенциализм и научное познание. М.: Высшая школа, 1966
- Цвет трагедии (о творчестве Э. Хемингуэя) // Новый мир. 1968. № 9. С.206-235.
- Классика и современность: две эпохи в развитии буржуазной философии [В соавт.] // Философия и наука. М., 1972
- Церковь, государство и право в эпоху ранних буржуазных революций. М., 1983
- Непобеждённый еретик (Мартин Лютер и его время) — М.: Молодая гвардия, 1984. — (Жизнь замечательных людей)
- Прошлое толкует нас. Очерки по истории философии и культуры. М.: Политиздат, 1991
- И. Кант: взаимодополнительность морали и права. М.: Наука, 1993
- Судьбы гегельянства: философия, религия и политика прощаются с модерном [Коллективная монография] / Под ред. П. Козловски и Э. Соловьёва. М.: Республика, 2000
- Категорический императив нравственности и права. М.: Прогресс-Традиция, 2005
- Институт философии уже давно был институтом гражданского общества (интервью записал А. Черняев) // Наш философский дом. К 80-летию Института философии РАН. М.: Прогресс-Традиция, 2009. С. 454-476.
- Историко-философская публицистика (приметы и требования) // Философия и культура. 2014. № 5 (77). С.731-744
- История философии как музей и театр // История философии: вызовы XXI века. Материалы международной научной конференции / Под ред. Н. В. Мотрошиловой. М.: Канон+, 2014. С. 41-46.
- История философии в регистре публицистики // История философии в формате статьи / Сост. и отв. ред. Ю. В. Синеокая. М.: Культурная революция, 2016. С.71-109
- Философия как критика идеологий. Часть I // Философский журнал. 2016. Т.9. № 4. С.5-17
- Философия как критика идеологий. Часть II // Философский журнал. 2017. Т.10. № 3. С.5-31
- Очаг просвещения на Чистых прудах // Вопросы философии. 2017. № 7. С.132-136
- «Благослови свой синий окоём». Космоперсонализм и историософская ирония Максимилиана Волошина // М. А. Волошин: pro et contra, антология. — СПб.: ЦСО, 2017. С.425-438

На иностранных языках
- The Philosophical-Historical Views of Herzen as a Problem in the History of West European Philosophy // Russian Studies in Philosophy. Winter 2012—2013. Vol. 51. No 3. P. 83-95.
- The Philosophical-Legal Depth of Chekhov’s Story «A Malefactor». Philosophical Views of Leo Tolstoy and Anton Chekhov // Russian Studies in Philosophy. 2011. Vol. 50. No 2. P. 70-82.
- The Existential Soteriology of Merab Mamardashvili // Russian Studies in Philosophy. Vol. 49, no. 1 (Summer 2010). P. 53-73.
- The Institute of Philosophy Has Long Been an Institution of Civil Society // Russian Studies in Philosophy. Vol. 48, no. 1. 2009. P. 83-100.
- Die zweite Formel des kategorischen Imperativs in der moralisch-rechtlichen Lehre Wladimir Solowjows // Kant in Spiegel der russischen Kantforschung heute / Hrsg. von Nelly Motroschilowa und Norbert Hinske. Stuttgart; Bad Cannstatt: Frommann-Holzboorg, 2008. S. 145—152.
- The Humanistic-Legal Problematic in Solov’ev’s Philosophical Journalism // Studies in East European Thought. Special Issue / Ed. by Evert van der Zweerde. Vol. 55, No. 2. 2003. P. 115—139.
- Sekularisation-Historizismus-Marxismus. Menschgottum und Fortschrittreligion in der philosophischen Publizistik S.N. Bulgakovs // Das Christentum und die totalitären Herausforderunden des 20. Jahrhunderts: Rußland, Deutschland, Italien und Polen im Vergleich / Hrsg. von Leonid Luks. Köln; Weimar; Wien: Böhlau Verlag, 2002. S. 89-101.
- Der Begriff des Rechts bei Hegel und Kant // Die Folgen des Hegelianismus (Philosophie, Religion und Politik im Abschied von der Moderne / Hrsg. von Peter Koslowski. München: Wilhelm Fink, 1998.
- Ethische Begründung des Rechts bei Vladimir Solovi’ev // Russisches Denken im europaeischen Dialog / Hrsg. von Maria Deppermann. Innsbruck; Wien: Studien-Verlag, 1998. S. 311—318.
- Law as Politians' Morality // Justice and Democracy: Cross-Cultural Approach. Honolulu, 1997.
- Not a Forecast, but a Social Prophesy // Studies in East European Thought 45, no. 1-2. P. 37-49.
- Die Entstehung einer personalistischen Philosophie im heutigen Russland // Studies in Soviet Thought 44. 1992. P. 193—201.